# Jörg Graf
Jörg Graf (* 19. Juli 1966) ist ein deutscher Medienmanager. Von Februar 2019 bis März 2021 war er Geschäftsführer von RTL Television, bevor er von März 2021 bis Dezember 2024 Geschäftsführer von RTL Studios und 99pro war. Im Dezember 2024 wechselte er als Geschäftsführer zu Spin TV.

## Karriere
Nach Berufsausbildung und Studium in Köln und Bonn war Graf zunächst als freier Mitarbeiter für verschiedene TV-Produktionen tätig. 1995 wechselte er als Produktionsmanager zu RTL. Nach Übernahme der Ressortleitung Produktionsmanagement in 2001 war Graf ab 2006 als Bereichsleiter für die Organisation und Verhandlung aller Auftragsproduktionen von RTL verantwortlich. In den Folgejahren umfasste die Verantwortung auch die Auftragsproduktionen von VOX, RTLplus und Nitro.
2011 übernahm Graf zusätzlich als Executive Vice President Intl. Acquisitions die Verantwortung für alle internationalen Programmeinkäufe der Mediengruppe RTL. Ab 2017 übernahm er die Funktion des COO Programme Affairs und wurde Mitglied der erweiterten Geschäftsführung von RTL Deutschland. Neben Produktionsmanagement und internationalem Programmeinkauf umfasste die Funktion die Verantwortung der Norddeich TV Produktions GmbH, der Universum Film GmbH sowie Nitro und den Spartenkanälen Crime, Living und Passion. Bis 2017 war Graf Mitglied der Aufsichtsräte des FilmFernsehFonds Bayern sowie der Film- und Medienstiftung NRW, bis 2019 Beiratsmitglied der RTL Disney Fernsehen GmbH & Co. KG (Super RTL). Im Februar 2019 übernahm Graf die Nachfolge von Frank Hoffmann als Geschäftsführer der RTL Television.
Im März 2021 wechselte Jörg Graf von der RTL Geschäftsführung in die Geschäftsführung der Produktionsfirmen RTL Studios und 99pro, die er im Dezember 2024 wieder verließ, um Geschäftsführer von Spin TV zu werden.

## Auszeichnungen
- 2019: Kress Pro. Die besten TV Manager 2019, Platz 1